# Біг-Вотер (Юта)
Біг-Вотер (англ. Big Water) — місто (англ. town) в США, в окрузі Кейн штату Юта. Населення — 449 осіб (2020).

## Географія
Біг-Вотер розташований за координатами 37°4′13″ пн. ш. 111°39′18″ зх. д. / 37.07028° пн. ш. 111.65500° зх. д. (37.070311, -111.655075).  За даними Бюро перепису населення США в 2010 році місто мало площу 15,96 км², уся площа — суходіл.

## Демографія
Згідно з переписом 2010 року, у місті мешкало 475 осіб у 219 домогосподарствах у складі 129 родин. Густота населення становила 30 осіб/км².  Було 297 помешкань (19/км²).
Расовий склад населення:
| - 93,3 % — білих - 2,5 % — корінних американців - 0,8 % — чорних або афроамериканців - 0,8 % — азіатів - 0,2 % — вихідців з тихоокеанських островів - 1,1 % — осіб інших рас |

До двох чи більше рас належало 1,3 %. Частка іспаномовних становила 2,9 % від усіх жителів.
За віковим діапазоном населення розподілялося таким чином: 18,3 % — особи молодші 18 років, 64,0 % — особи у віці 18—64 років, 17,7 % — особи у віці 65 років та старші. Медіана віку мешканця становила 47,1 року. На 100 осіб жіночої статі у місті припадало 108,3 чоловіків;  на 100 жінок у віці від 18 років та старших — 112,0 чоловіків також старших 18 років.
Середній дохід на одне домашнє господарство  становив 52 992 долари США (медіана — 51 250), а середній дохід на одну сім'ю — 61 964 долари (медіана — 52 031). За межею бідності перебувало 18,2 % осіб, у тому числі 16,1 % дітей у віці до 18 років та 12,9 % осіб у віці 65 років та старших.
Цивільне працевлаштоване населення становило 283 особи. Основні галузі зайнятості: роздрібна торгівля — 33,9 %, мистецтво, розваги та відпочинок — 23,0 %, освіта, охорона здоров'я та соціальна допомога — 16,3 %.